# Osipowa Łuka
Osipowa Łuka (ros. Осипова Лука) – wieś (ros. деревня, trb. dieriewnia) w zachodniej Rosji, w sielsowiecie worobżańskim rejonu sudżańskiego w obwodzie kurskim.

## Geografia
Miejscowość położona jest nad rzeką Worobża (dopływ Psioła), 3 km od centrum administracyjnego sielsowietu worobżańskiego (Worobża), 17 km od centrum administracyjnego rejonu (Sudża), 77 km od Kurska.
W granicach miejscowości znajduje się 79 posesji.

## Demografia
W 2010 r. miejscowość zamieszkiwało 113 osób.